# أساسنز كريد أوديسي
أساسنز كريد أوديسي (بالإنجليزية: Assassin's Creed Odyssey), هي لعبة أكشن-مغامرات، لعبة تسلل وعالم مفتوح، طورها ستوديو يوبي سوفت مونتريال الكندي ونشرتها شركة يوبي سوفت الفرنسية، تقع أحداث اللعبة في اليونان القديمة. هي اللعبة الرئيسية الحادية عشرة في سلسلة أساسنز كريد تأتي بعد أساسنز كريد أوريجنز. صدرت في 5 أكتوبر 2018 على مايكروسوفت ويندوز، بلاي ستيشن 4 وإكس بوكس ون.

## القصة
تقع أحداث القصة في سنة 431 قبل الميلاد خلال الحرب البيلوبونيسية. تدور اللعبة حول المرتزق أليكسيوس (أو المرتزقة كاساندرا، بناءًا على إختيار اللعبة)، وهو مرتزق إسبرطي يمثل طرفي الحرب إسبرطة وأثينا في سبيل أن يحقق المكاسب. ينتسب المرتزق إلى المحارب اليوناني الأسطوري ليونيداس، ونتعرف على طفولته وبحثه على أفراد عائلته. نقابل عدّة شخصيات تاريخية، مثل سقراط، وتلميذه أفلاطون، المؤرخ هيرودوت، وقادة أثينا كليون وبريكليس وغيرهم، شخصياتهم في اللعبة مبنية على أساس تاريخي واقعي. كما تطرقت اللعبة إلى جانب الميثولوجيا الإغريقية والأساطير اليونانية.

## أسلوب اللعب
اللاعب هو من يتحكم في شخصية البطلة. في المهمات والحوارات، تتوفر عدة خيارات وتوجهات يمكن للاعب أن يقوم بها، بالتالي شخصية كاساندرا ومصيرها وعلاقتها مع الآخرين تعتمد على اللاعب وما يقوم به. وهناك 9 نهايات مختلفة للقصة بموجب هذه القرارات. تطور أسلوب اللعب عن الأجزاء السابقة. بشكل عام، يعتمد اللعب على الإستكشاف والقتال. على صعيد القتال، هناك تشكيلة واسعة من الدروع والأسلحة التي يمكن الإختيار منها، ويمكن الإعتماد على السحر والحركات المتنوعة في القضاء على الأعداء. ويوجد أيضًا خيار المعركة، حيث تساعد كاساندرا فريق معين في معركة ضد الفريق الآخر، ليقوّي نفوذه في المنطقة وتحصل كاساندرا على أموال وغنائم، بالإضافة إلى المعارك البحرية باستخدام السفينة، لتحقيق نفس الهدف. يمكن الإعتماد على التخفي في اللعب أيضًا والتخلص من الأعداء واحدًا تلو الآخر، وهناك العديد من التطويرات التي يقوم بها اللاعب بناءًا على أسلوب لعبه. وشهد الإستكشاف تحسنا ملحوظًا في هذا الجزء، وهناك مكافئات عديدة مع الإستمرار، بالإضافة إلى طور مخصص للإستكشاف.

## الإستقبال
تلقت اللعبة تقييمات إيجابية من النقاد ومدحوا التوجه الجديد للسلسة. باعت اللعبة خلال أول أسبوع 45 ألف نسخة في اليابان، وحققت وتيرة المبيعات في الولايات المتحدة أعلى سرعة في هذا الجيل. 45% من النسخ التي تم بيعها كانت رقمية.

## روابط خارجية
- أساسنز كريد أوديسي على موقع IMDb (الإنجليزية)